# 森葉子
森葉子（1986年5月1日—），日本朝日電視台主播。出生於日本千葉縣夷隅郡甲町（現夷隅市）。2010年4月加入朝日電視台，成為電視節目主持。血型O型。

## 人物
木更津綜合高等學校、茨城大學教育學部畢業，之後進入朝日電視台。身高170公分。
姐姐森花子是NHK的主播（NHK水戶），小時候曾經和姐姐參加地方的劍道體育少年團，大學也和姐姐就讀同所大學，並且參加劍道的全國大賽。現在她有四段的技能。
因為畢業於教育學部，所以擁有小學校、中學校、高等學校教師執照資格。
2010年4月4日的節目《全體FC〜日本足球應援宣言〜》的單元「ハーイ!やべっち」與同期新人菅原知弘、寺川俊平登場，對主持人前田有紀主播放話「前田小姐放棄吧，我想當全體FC主持人」顯示野心。
2010年7月20日，節目《速報!甲子園之道》負責關東地區採訪和消息報導，是首次正式出場。
秋季後，堂真理子主播因待產休假，接替主持《珍奇百景鑑定團》。
2011年4月，進入晨間新聞節目《烏合之眾電視》參與約一年。現在負責ANN新聞（平日上午5時50分－6時）報導工作。

## 主持節目

### 現在主持節目
- 是的!是朝日電視台（日语：はい!テレビ朝日です）（第十二代主持人、2010年10月－）
- 超級J頻道（週五現場主持人、2010年10月－）
- 珍奇百景鑑定團（第二代主持人、2010年12月－）
- ANN新聞（2012年4月2日－）
- 男女糾察隊（2012年7月31日－）「藝人使用說明書」等單元

## 過去主持節目
- 烏合之眾電視!（日语：やじうまテレビ!）（2011年4月4日－2012年3月30日）

## 演出作品
- 粗體字為主要角色

### 電視動畫
2014年
- 境界觸發者（播音員）

## 外部連結
- 朝日電視台主播 森葉子（页面存档备份，存于） （日語）
- 新人主播介紹（页面存档备份，存于） （日語）